# Holmestads socken
Holmestads socken i Västergötland ingick i Kinne härad, uppgick 1952 i Götene köping och området ingår sedan 1971 i Götene kommun och motsvarar från 2016 Holmestads distrikt.
Socknens areal var 43,81 kvadratkilometer varav 43,71 land. År 2000 fanns här 629 invånare. Kyrkbyn Holmestad med sockenkyrkan Holmestads kyrka ligger i socknen.

## Administrativ historik
Socknen har medeltida ursprung. 
Vid kommunreformen 1862 övergick socknens ansvar för de kyrkliga frågorna till Holmestads församling och för de borgerliga frågorna bildades Holmestads landskommun. Landskommunen uppgick 1952 i Götene köping som 1971 ombildades till Götene kommun. Församlingen uppgick 2002 i Götene församling.
1 januari 2016 inrättades distriktet Holmestad, med samma omfattning som församlingen hade 1999/2000.  
Socknen har tillhört län, fögderier, tingslag och domsagor enligt vad som beskrivs i artikeln Kinne härad. De indelta soldaterna tillhörde Skaraborgs regemente, Höjentorps kompani och Västgöta regemente, Vadsbo kompani.

## Geografi
Holmestads socken ligger öster om Kinnekulle. Socknen är en odlingsbygd i väster och en skogsbygd i öster.

## Fornlämningar
Från järnåldern finns gravar och fyra mindre gravfält med domarringar.

## Namnet
Namnet skrevs 1540 Holmistada och kommer från kyrkbyn. Efterleden är sta(d), 'ställe'. Förleden kan innehålla namnsnamnet Holme eller holme, 'upphöjning över kringliggande mark'.